# كهرسكونيات
الكَهْرَسُكُونيات أو علم الشحنات الساكنة أو الكَهْراكدة أو الكهرباء الراكدة أو السكونيات الكهربائية أو الإلكتروستاتيات أو علم الإستاتيكا الكهربائية أو علم الكهرباء الساكنة (بالإنجليزية: Electrostatics)‏ هي دراسة الظواهر المتعلقة بالشحنات الكهربائية الساكنة أو بطيئة الحركة.

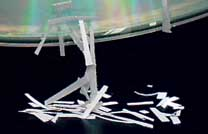
تأثير الكهرباء الساكنة يظهر بانجذاب قصاصات ورقية لسطح قرص CD

يمكن ملاحظة هذه الظاهرة عند انجذاب قصاصات ورقية إلى الكهرمان أو أشياء بلاستيكية بعد حكها بقطعة من القماش.
منذ الفيزياء الكلاسيكية، كان من المعروف أن بعض المواد، مثل الكهرمان، تجذب جزيئات خفيفة الوزن بعد الاحتكاك. وهكذا كانت الكلمة اليونانية التي تعني الكهرمان، أو الإلكترون، مصدر كلمة «كهرباء». تنشأ الظواهر الكهروستاتيكية من القوى التي تمارسها الشحنات الكهربائية على بعضها البعض. هذه القوى موصوفة في قانون كولوم. على الرغم من أن القوى المستحثة إلكتروستاتيكيًا تبدو ضعيفة نوعًا ما، إلا أن بعض القوى الكهروستاتيكية مثل تلك الموجودة بين الإلكترون والبروتون، والتي تشكل معًا ذرة هيدروجين، أقوى بحوالي 36 مرة من قوة الجاذبية التي تعمل بينهما.
هناك العديد من الأمثلة على الظواهر الكهروستاتيكية، من تلك البسيطة مثل جذب الغلاف البلاستيكي إلى اليد بعد إزالته من العبوة إلى الانفجار التلقائي الواضح لصوامع الحبوب، وتلف المكونات الإلكترونية أثناء التصنيع، وآلة التصوير والليزر تشغيل الطابعة. تتضمن الكهرباء الساكنة تراكم الشحنات على سطح الأجسام بسبب ملامستها للأسطح الأخرى. على الرغم من أن تبادل الشحنات يحدث عندما يتلامس أي سطحين ومنفصلين، فإن تأثيرات تبادل الشحنات لا تُلاحظ عادةً إلا عندما يكون أحد الأسطح على الأقل لديه مقاومة عالية للتدفق الكهربائي. وذلك لأن الشحنات التي يتم نقلها محصورة هناك لفترة طويلة بما يكفي لملاحظة آثارها. تبقى هذه الشحنات بعد ذلك على الجسم حتى تَتَسَرَّب إلى الأرض أو تُحَيَّد سريعاً عن طريق التفريغ: على سبيل المثال، تحدث الظاهرة المعروفة لـ «الصدمة» الساكنة عن طريق تحييد الشحنة المتراكمة في الجسم من التلامس مع الأسطح المعزولة.